# The Actor's Children
The Actor's Children è un cortometraggio muto del 1910 diretto da Barry O'Neil. È il primo film prodotto dalla neonata casa di produzione Thanhouser ed è anche il primo film per O'Neil.
Gran parte del cast è al suo debutto cinematografico: è il primo film per Anna Rosemond e per Yale Boss. Anche lo sceneggiatore Lloyd Lonergan - uno dei fondatori della Thanhouser che scriverà nella sua carriera ben 273 tra soggetti e sceneggiature - appare in una parte di contorno nel suo unico ruolo di attore. Tra gli interpreti, Gertrude Thanhouser, moglie di Edwin Thanhouser e cofondatrice della società. Il nome di Orrilla Smith  compare solo in questo film.

## Trama
Figli di due attori che non possono pagare l'affitto, due ragazzi vengono mandati via dal loro appartamento dalla padrona di casa mentre i genitori sono fuori, alla ricerca di un nuovo lavoro. Dopo varie avventure, i ragazzi approdano sulle tavole di un palcoscenico. I genitori, alla loro disperata ricerca, alla fine li ritrovano in un teatro, mentre i figli stanno esibendosi in un numero musicale.

## Produzione
Fu la prima produzione per la nuova compagnia Thanhouser Film Corporation che, in sette anni di attività, dal 1910 al 1917, produsse poco più di mille film.

## Distribuzione
Il film uscì nelle sale statunitensi il 15 marzo 1910, distribuito dalla Thanhouser Film Corporation. Copie del film sono conservate all'Academy Film Archive of the Academy of Motion Picture Arts and Sciences.

### Date di uscita
Il 1º ottobre 2009, il film è uscito in un cofanetto - distribuito con il titolo The Thannouser Collection - che comprende un'antologia di film della compagnia dal 1910 al 1916 .